# Euroligue féminine de basket-ball 2012-2013
Navigation
Saison précédente Saison suivante
L’Euroligue féminine est une compétition de basket-ball féminin rassemblant les meilleurs clubs d’Europe. La saison 2012-2013 met aux prises 21 équipes.

## Équipes participantes et groupes
Le nombre souhaité initialement est de 24, mais n'atteint que 23 en 2011 et ne monte 21 qu'à 21 cette année en raison notamment des effets de la crise économique, qui a amené à la disparition du plus haut niveau du champion en titre, Ros Casares Valence.
Quatre nations présentent trois clubs : la France, la Turquie et la Russie. 

Quatre nations présentent deux clubs : la Hongrie, la Pologne la Tchéquie et l'Espagne.

Trois nations présentent un club : l'Italie, la Slovaquie, la Roumanie et la Croatie.
La compétition débute avec trois poules de 7 équipes, du 24 octobre 2012 au 6 février 2013. Les quatorze meilleures équipes sont qualifiées pour les huitièmes de finale, joués au meilleur des trois matches, sachant que le club hôte de la Finale à huit est dispensé de ce tour. La compétition se conclut par une phase finale rassemblant les huit meilleures équipes du 18 mars 2012 au 24 mars 2012 à la formule modifiée : après la phase de poule, les deux meilleures équipes s'opposent en demi-finale puis en finale,

## Premier tour

### Groupe A
| Rang | Équipe               | Pts | J  | G  | P  | Pp  | Pc  | Diff |  | Résultats (dom.\ext.) |       |       |       |       |        |       |       |
| ---- | -------------------- | --- | -- | -- | -- | --- | --- | ---- |  | --------------------- | ----- | ----- | ----- | ----- | ------ | ----- | ----- |
| 1    | Spartak Moscou       | 22  | 12 | 10 | 2  | 974 | 799 | 175  |  | Spartak Moscou        |       | 84-62 | 70-68 | 89-63 | 100-62 | 88-81 | 95-63 |
| 2    | Bourges Basket       | 21  | 12 | 9  | 3  | 787 | 743 | 44   |  | Bourges Basket        | 77-72 |       | 60-49 | 61-55 | 57-47  | 66-63 | 85-60 |
| 3    | Wisła Cracovie (2-0) | 18  | 12 | 6  | 6  | 813 | 766 | 47   |  | Wisła Cracovie        | 76-64 | 68-64 |       | 74-66 | 62-67  | 74-73 | 69-47 |
| 4    | Rivas Ecópolis (0-2) | 18  | 12 | 6  | 6  | 818 | 825 | -7   |  | Rivas Ecópolis        | 61-72 | 65-62 | 62-66 |       | 84-65  | 79-48 | 67-50 |
| 5    | Seat-Szese Győr      | 17  | 12 | 5  | 7  | 801 | 890 | -89  |  | Seat-Szese Győr       | 56-74 | 59-65 | 78-72 | 83-67 |        | 81-72 | 72-70 |
| 6    | Tarse BK             | 16  | 12 | 4  | 8  | 863 | 892 | -29  |  | Tarse BK              | 79-83 | 61-65 | 62-74 | 72-70 | 81-70  |       | 81-72 |
| 7    | Frisco SIKA Brno     | 14  | 12 | 2  | 10 | 765 | 906 | -141 |  | Frisco SIKA Brno      | 51-83 | 60-63 | 59-66 | 77-74 | 86-61  | 70-90 |       |

### Groupe B
| Rang | Équipe                   | Pts | J  | G | P  | Pp  | Pc  | Diff |  | Résultats (dom.\ext.)    |       |       |       |       |       |       |       |
| ---- | ------------------------ | --- | -- | - | -- | --- | --- | ---- |  | ------------------------ | ----- | ----- | ----- | ----- | ----- | ----- | ----- |
| 1    | Good Angels Košice (+1)  | 21  | 12 | 9 | 3  | 919 | 840 | 79   |  | Good Angels Košice       |       | 66-63 | 77-67 | 79-69 | 93-78 | 89-78 | 78-52 |
| 2    | Fenerbahçe İstanbul (−1) | 21  | 12 | 9 | 3  | 946 | 813 | 133  |  | Fenerbahçe İstanbul      | 93-91 |       | 93-67 | 82-68 | 73-48 | 77-71 | 81-75 |
| 3    | Nadejda Orenbourg        | 20  | 12 | 8 | 4  | 861 | 857 | 4    |  | Nadejda Orenbourg        | 70-65 | 65-64 |       | 65-61 | 71-68 | 73-69 | 89-71 |
| 4    | Famila Schio             | 19  | 12 | 7 | 5  | 839 | 823 | 16   |  | Famila Schio             | 67-78 | 74-69 | 72-64 |       | 66-62 | 89-71 | 74-49 |
| 5    | CSM Târgovişte           | 16  | 12 | 4 | 8  | 824 | 886 | -62  |  | CSM Târgovişte           | 72-64 | 60-89 | 79-76 | 75-76 |       | 57-65 | 72-64 |
| 6    | UNIQA Euroleasing Sopron | 15  | 12 | 3 | 9  | 827 | 862 | -35  |  | UNIQA Euroleasing Sopron | 64-69 | 69-74 | 68-74 | 60-66 | 82-87 |       | 56-52 |
| 7    | Arras PABF               | 14  | 12 | 2 | 10 | 750 | 885 | -135 |  | Arras PABF               | 67-70 | 59-88 | 70-80 | 69-57 | 67-66 | 55-74 |       |

### Groupe C
| Rang | Équipe                    | Pts | J  | G  | P  | Pp  | Pc  | Diff |  | Résultats (dom.\ext.) |        |       |       |       |       |       |       |
| ---- | ------------------------- | --- | -- | -- | -- | --- | --- | ---- |  | --------------------- | ------ | ----- | ----- | ----- | ----- | ----- | ----- |
| 1    | UMMC Iekaterinbourg       | 23  | 12 | 11 | 1  | 951 | 772 | 179  |  | UMMC Iekaterinbourg   |        | 61-45 | 66-57 | 92-62 | 94-75 | 79-58 | 83-77 |
| 2    | Galatasaray İstanbul      | 22  | 12 | 9  | 3  | 771 | 675 | 96   |  | Galatasaray İstanbul  | 70-71  |       | 51-58 | 68-56 | 58-56 | 58-47 | 77-50 |
| 3    | CCC Polkowice             | 18  | 12 | 6  | 6  | 806 | 773 | 33   |  | CCC Polkowice         | 67-85  | 48-50 |       | 74-63 | 65-67 | 82-86 | 77-66 |
| 4    | HA Salamanque (2-2, +12)  | 17  | 12 | 5  | 7  | 802 | 839 | -37  |  | HA Salamanque         | 65-57  | 69-79 | 59-68 |       | 65-78 | 82-54 | 87-77 |
| 5    | USK Prague (2-2, +3)      | 17  | 12 | 5  | 7  | 820 | 846 | -26  |  | USK Prague            | 71-78  | 52-66 | 60-71 | 56-62 |       | 56-51 | 91-88 |
| 6    | USO Mondeville (2-2, −15) | 17  | 12 | 5  | 7  | 757 | 853 | -96  |  | USO Mondeville        | 55-82  | 59-70 | 65-63 | 73-64 | 70-61 |       | 79-74 |
| 7    | ŽKK Novi Zagreb           | 13  | 12 | 1  | 11 | 826 | 975 | -149 |  | ŽKK Novi Zagreb       | 70-101 | 48-79 | 55-76 | 68-86 | 71-79 | 82-60 |       |

- Équipe qualifiée pour les huitièmes de finale.
- Équipe organisatrice de la Finale à 8.
- Équipe éliminée.

## Deuxième tour
Organisateur de la Finale à huit, l’UMMC Iekaterinbourg y est directement qualifié. Les quatorze autres clubs s’opposent au meilleur des trois rencontres, la dernière rencontre étant disputée sur le terrain de l’équipe 1.
| Équipe 1                 | Série | Équipe 2             | 1re manche | 2e manche | 3e manche |
| ------------------------ | ----- | -------------------- | ---------- | --------- | --------- |
| [1] UMMC Iekaterinbourg  |       |                      |            |           |           |
| [2] Spartak Moscou       | 2-0   | [15] CSM Târgovişte  | *91–84     | 68–*63    | -         |
| [3] Fenerbahçe İstanbul  | 2-0   | [14] Seat-Szese Győr | *93–61     | 77–*68    | -         |
| [4] Galatasaray İstanbul | 2-0   | [13] USK Prague      | *49–48     | 78–*63    | -         |
| [5] Good Angels Košice   | 2-0   | [12] HA Salamanque   | *82–68     | 74–*64    | -         |
| [6] Bourges Basket       | 2-1   | [11] Wisła Cracovie  | *54 –57    | 50–*38    | *66–59    |
| [7] Nadejda Orenbourg    | 0-2   | [10] CCC Polkowice   | *71–74     | 70–*76    | -         |
| [8] Famila Schio         | 2-1   | [9] Rivas Ecópolis   | *69–63     | 47–*75    | *79–75ap  |

 L’astérisque (*) précède le score de l’équipe évoluant à domicile.

## Phase finale
Les huit clubs qualifiés pour le Final Eight sont repartis en deux groupes de quatre équipes, qui se dispute à Iekaterinbourg. À l'issue des trois journées où chaque club rencontre une fois ses concurrents, les deux premiers de chaque groupe sont qualifiés pour les demi-finales du dernier carré.

### Tour des quarts de finale

#### Groupe A
| Rang | Équipe               | Pts | J | G | P | Pp  | Pc  | Diff |  | Résultats (dom.\ext.) |  |       |       |       |
| ---- | -------------------- | --- | - | - | - | --- | --- | ---- |  | --------------------- |  | ----- | ----- | ----- |
| 1    | UMMC Iekaterinbourg  | 6   | 3 | 3 | 0 | 212 | 130 | 82   |  | UMMC Iekaterinbourg   |  | 72-41 | 68-45 | 72-44 |
| 2    | Good Angels Košice   | 5   | 3 | 2 | 1 | 178 | 191 | -13  |  | Good Angels Košice    |  |       | 66-54 | 71-65 |
| 3    | CCC Polkowice        | 4   | 3 | 1 | 2 | 157 | 185 | -28  |  | CCC Polkowice         |  |       |       | 58-51 |
| 4    | Galatasaray İstanbul | 3   | 3 | 0 | 3 | 160 | 201 | -41  |  | Galatasaray İstanbul  |  |       |       |       |

#### Groupe B
| Rang | Équipe              | Pts | J | G | P | Pp  | Pc  | Diff |  | Résultats (dom.\ext.) |  |       |       |       |
| ---- | ------------------- | --- | - | - | - | --- | --- | ---- |  | --------------------- |  | ----- | ----- | ----- |
| 1    | Fenerbahçe İstanbul | 6   | 3 | 3 | 0 | 228 | 173 | 55   |  | Fenerbahçe İstanbul   |  | 69-44 | 73-70 | 86-59 |
| 2    | Bourges Basket      | 5   | 3 | 2 | 1 | 175 | 189 | -14  |  | Bourges Basket        |  |       | 71-64 | 60-56 |
| 3    | Spartak Moscou      | 4   | 3 | 1 | 2 | 222 | 223 | -1   |  | Spartak Moscou        |  |       |       | 88-79 |
| 4    | Famila Schio        | 3   | 3 | 0 | 3 | 194 | 234 | -40  |  | Famila Schio          |  |       |       |       |

### Dernier carré
|  | Demi-finales                       | Demi-finales                       |                        |    | Finale                             | Finale                             |
|  | Demi-finales                       | Demi-finales                       |                        |    | Finale                             | Finale                             |
|  |                                    |                                    |                        |    |                                    |                                    |
|  | Ven. 22 mars 2013 - Iekaterinbourg | Ven. 22 mars 2013 - Iekaterinbourg |                        |    | Dim. 24 mars 2013 - Iekaterinbourg | Dim. 24 mars 2013 - Iekaterinbourg |
|  | Ven. 22 mars 2013 - Iekaterinbourg | Ven. 22 mars 2013 - Iekaterinbourg |                        |    | Dim. 24 mars 2013 - Iekaterinbourg | Dim. 24 mars 2013 - Iekaterinbourg |
|  | [A1] UMMC Iekaterinbourg           | 73                                 |                        |    | Dim. 24 mars 2013 - Iekaterinbourg | Dim. 24 mars 2013 - Iekaterinbourg |
|  | [A1] UMMC Iekaterinbourg           | 73                                 |                        |    | Dim. 24 mars 2013 - Iekaterinbourg | Dim. 24 mars 2013 - Iekaterinbourg |
|  | [B2] Bourges Basket                | 44                                 |                        |    | Dim. 24 mars 2013 - Iekaterinbourg | Dim. 24 mars 2013 - Iekaterinbourg |
|  | [B2] Bourges Basket                | 44                                 | UMMC Iekaterinbourg    | 82 |                                    |                                    |
|  | Ven. 22 mars 2013 - Iekaterinbourg |                                    | UMMC Iekaterinbourg    | 82 |                                    |                                    |
|  |                                    | Fenerbahçe İstanbul                | 56                     |    |                                    |                                    |
|  | [B1] Fenerbahçe İstanbul           | Fenerbahçe İstanbul                | 56                     | 68 |                                    |                                    |
|  | [B1] Fenerbahçe İstanbul           |                                    |                        | 68 |                                    |                                    |
|  | [A2] Good Angels Košice            | 56                                 |                        |    |                                    |                                    |
|  | [A2] Good Angels Košice            | 56                                 | Match pour la 3e place |    |                                    |                                    |
|  |                                    |                                    |                        |    |                                    |                                    |
|  | Dim. 24 mars 2013 - Iekaterinbourg |                                    |                        |    |                                    |                                    |
|  |                                    |                                    |                        |    |                                    |                                    |
|  | Bourges Basket                     | 65                                 |                        |    |                                    |                                    |
|  | Bourges Basket                     | 65                                 |                        |    |                                    |                                    |
|  | Good Angels Košice                 | 57                                 |                        |    |                                    |                                    |
|  | Good Angels Košice                 | 57                                 |                        |    |                                    |                                    |

## Récompenses individuelles
De nombreuses récompenses sont délivrées de manière individuelle tout au long de la saison. Lors de chaque journée disputée, la joueuse ayant la meilleure évaluation est nommée MVP.

### MVP par journée

#### Saison régulière
| Journée | Joueuse                | Équipe                   | Évaluation |
| ------- | ---------------------- | ------------------------ | ---------- |
| 1       | Candice Dupree         | Spartak Moscou           | 28         |
| 2       | Diana Taurasi          | UMMC Iekaterinbourg      | 35         |
| 3       | Tina Charles           | Wisła Cracovie           | 34         |
| 4       | Mirna Mazić            | ŽKK Novi Zagreb          | 28         |
| 5       | Tina Charles           | Wisła Cracovie           | 35         |
| 6       | Tina Charles           | Wisła Cracovie           | 34         |
| 7       | Tina Charles           | Wisła Cracovie           | 35         |
| 8       | Tina Charles           | Wisła Cracovie           | 36         |
| 9       | Anna Cruz              | Rivas Ecópolis           | 28         |
| 10      | Candace Parker         | UMMC Iekaterinbourg      | 40         |
| 11      | Shenise Johnson        | UNIQA Euroleasing Sopron | 35         |
| 12      | Natalie Hurst          | Seat-Szese Győr          | 37         |
| 13      | Nneka Ogwumike         | CCC Polkowice            | 33         |
| 14      | Anastasiya Verameyenka | Fenerbahçe İstanbul      | 30         |

#### Deuxième tour
| Journée    | Joueuse              | Équipe              | Évaluation |
| ---------- | -------------------- | ------------------- | ---------- |
| 1re manche | Ivana Matović        | Fenerbahçe İstanbul | 39         |
| 2e manche  | Tina Charles         | Wisła Cracovie      | 35         |
| 3e manche  | Oleksandra Kourasova | Rivas Ecópolis      | 28         |

## Sources et références
1. ↑  « EuroLeague Women Regular Season Drawn », FIBA, 6 juillet 2012 (consulté le 10 août 2012)
2. ↑  « Regular Season To Tip Off On 24 October », FIBA, 6 juin 2012 (consulté le 10 août 2012)
3. ↑  « Candice Dupree Is Week 1 MVP », FIBA (consulté le 2 novembre 2012)
4. ↑  « Diana Taurasi Wins Week 2 MVP Honours », FIBA (consulté le 2 novembre 2012)
5. ↑  « Charles Wins Week 3 MVP In Season Debut », FIBA, 23 novembre 2012 (consulté le 25 novembre 2012)
6. ↑  « Mirna Mazic Is Week 4 MVP », FIBA, 16 novembre 2012 (consulté le 7 décembre 2012)
7. ↑  « Tina Charles Wins Week 5 MVP Honours », FIBA, 23 novembre 2012 (consulté le 25 novembre 2012)
8. ↑  « Tina Charles Earns Week 6 MVP Honours », FIBA, 29 novembre 2012 (consulté le 30 novembre 2012)
9. ↑  « Tina Charles Wins Week 7 MVP Honours », FIBA, 7 décembre 2012 (consulté le 7 décembre 2012)
10. ↑  « Tina Charles Earns Week 8 MVP Honours », FIBA, 14 décembre 2012 (consulté le 21 décembre 2012)
11. ↑  « Anna Cruz Earns Week 9 MVP Honours », FIBA, 21 décembre 2012 (consulté le 21 décembre 2012)
12. ↑  « Parker Wins Week 10 MVP Honours », FIBA, 11 janvier 2013 (consulté le 11 janvier 2013)
13. ↑  « Johnson Earns Week 11 MVP Honours », FIBA, 18 janvier 2013 (consulté le 18 janvier 2013)
14. ↑  « Hurst Wins Week 12 MVP Honours », FIBA, 25 janvier 2013 (consulté le 30 janvier 2013)
15. ↑  « Ogwumike Takes Week 13 MVP Honours », FIBA, 1er février 2013 (consulté le 2 février 2013)
16. ↑  « Verameyenka Earns Week 14 MVP Honours », FIBA, 7 février 2013 (consulté le 10 février 2013)
17. ↑  « Ivana Matovic Is Play-Offs Day 1 MVP », FIBA, 20 février 2013 (consulté le 22 février 2013)
18. ↑  « EUROLEAGUE WOMEN », FIBA (consulté le 23 février 2013)